# ایوندیل (کلرادو)
ایوندیل (به انگلیسی: Avondale) یک منطقهٔ مسکونی در ایالات متحده آمریکا است که در شهرستان پوبلوو، کلرادو واقع شده‌است. ایوندیل ۹٫۷ کیلومتر مربع مساحت و ۶۷۴ نفر جمعیت دارد و ۱٬۳۸۹ متر بالاتر از سطح دریا واقع شده‌است.